# بخش مرکزی شهرستان قم
بخش مرکزی شهرستان قم یکی از بخش های شهرستان قم در استان قم ایران است. و مرکز آن شهر قم می‌باشد.
همچنین در این بخش شهر دیگری به نام قنوات، در شرق شهر قم وجود دارد.

## تقسیمات کشوری
- بخش مرکزی شهرستان قم 
  - دهستان قنوات
  - دهستان قمرود

شهرها : قم ، قنوات

## جمعیت
جمعیت بخش مرکزی شهرستان قم، بر اساس سرشماری سال ۱۳۸۵، برابر با ۹۹۲٫۶۴۳ نفر بوده‌است.
بیشتر این جمعیت در شهر قم جای دارند.